# Albert Memmi
Albert Memmi (în arabă:ألبرت ميمي; n. 15 decembrie 1920, Tunis, Protectoratul Francez al Tunisiei – d. 22 mai 2020, Paris, Métropole du Grand Paris, Franța) a fost un scriitor și eseist francez, cu origini tunisiano-evreiești, care a emigrat în Franța după ce Tunisia a devenit independentă.

## Lucrări publicate
- La Statue de sel, roman, éd. Corréa, Paris, 1953,
- Agar, éd. Corréa, Paris, 1955
- Portrait du colonisé, précédé du portrait du colonisateur, éd. Buchet/Chastel, Paris, 1957 (ISBN 2-07-041920-7)
- Portrait d'un juif, éd. Gallimard, Paris, 1962
- Anthologie des écrivains maghrébins d'expression française, éd. Présence africaine, Paris, 1964
- La Libération du juif, éd. Payot, 1966
- L'Homme dominé, éd. Gallimard, Paris, 1968
- Le Scorpion ou la confession imaginaire, éd. Gallimard, Paris, 1969
- Juifs et Arabes, éd. Gallimard, Paris, 1974
- Le Désert, ou la vie et les aventures de Jubaïr Ouali El-Mammi, éd. Gallimard, Paris, 1977
- La Dépendance, esquisse pour un portrait du dépendant, éd. Gallimard, Paris, 1979
- Le Mirliton du ciel, éd. Lahabé, Paris, 1985
- Ce que je crois, éd. Fasquelle, Paris, 1985
- Le Pharaon, éd. Julliard, Paris, 1988
- L'Exercice du bonheur, éd. Arléa, Paris, 1994
- Le Racisme, éd. Gallimard, Paris, 1994
- Le Juif et l'Autre, éd. Christian de Bartillat, Paris, 1996
- Le Buveur et l'amoureux - le prix de la dépendance, éd. Arléa, Paris, 1998
- Le Nomade immobile, éd. Arléa, Paris, 2000
- Dictionnaire critique à l'usage des incrédules, éd. du Félin, Paris, 2002
- Portrait du décolonisé arabo-musulman et de quelques autres, éd. Gallimard, Paris, 2004